# マルコ・シモン
マルコ・シモン（Marco Simón、2004年9月18日 - ）は、ドミニカ共和国サン・クリストバル州出身

のプロ野球選手（外野手・育成選手）。右投右打。福岡ソフトバンクホークス所属。

## 経歴

### プロ入り前
ドミニカ共和国の「オズナ・ベースボール・ファクトリー・アカデミー」に所属しプレーしていた。MLBの球団からも幾つかのオファーがあったが、アカデミーから日本行きを勧められ、2021年11月11日に福岡ソフトバンクホークスと契約金45万米ドル(当時のレートで約5142万円)、年俸1,000万円(金額は推定)で契約合意に達し、2022年3月20日、入団発表会見が行われた。背番号は144。

### プロ入り後
2022年、ウエスタン・リーグの出場は無かったが、三軍戦で86試合に出場し、打率.202、4本塁打、17打点の成績を残す。
2023年、三軍・四軍戦では、83試合に出場し、打率.215、1本塁打、26打点の成績を記録する。シーズンオフにはアトランタ・ブレーブスのマーセル・オズナと自主トレを行う予定。
2024年も二軍出場はなかった。オフに育成選手の規定に基づきいったん自由契約選手として公示されたが、後日再契約を行った。

## 詳細情報

### 背番号
- 144（2022年[5] - ）

### 登場曲
- 「La Jumpa」 Arcangel, Bad Bunny（2023年 - ）